# Herbie Laughton
Herbie Laughton es un cantante country mestizo originario de Alice Springs, Territorio del Norte. Nació el 7 de febrero de 1927 (98 años), en un arroyo.
Hijo del minero ruso Simon Reif y de una indígena, en su niñez fue sometido y secuestrado de su familia por el Estado australiano, junto a misioneros cristianos.

En 2005 fue incluido en el Salón de la fama en la música NT’s Premios de la Música indígena. Fue uno de los artistas que aparecieron en el documental Buried Country y en un libro. Sus canciones han sido reproducidas por Buddy Williams, Auriel Andrew, y Trevor Adamson, entre otros.

## Obra

### Discografía
- Herbie Laughton (1990) - Imparja
- Country From The Heart (1999)

### Compilaciones
- Beat the Grog (1988) - CAAMA
- Desert Songs 1 (1982) - CAAMA
- Desert Songs 2 (1983) - CAAMA
- Fourth Nation Aboriginal Country Music Festival (1979)
- Papal Concert, Alice Springs (1982) - Imparja
- 25th Anniversary Compilation 1 (2006) - CAAMA
- Buried country (2006) - Larrikin Records